# Estádio Municipal Doutor Novelli Junior
O Estádio Municipal Doutor Novelli Junior, ou simplesmente Novelli Junior, é um estádio de futebol localizado na cidade de Itu, no estado de São Paulo, é a casa do Ituano Futebol Clube e hoje após reformas tem capacidade para 18.560 pessoas.
Foi inaugurado em 25 de maio de 1947, e oficialmente reinaugurado em 28 de março de 1954 com o jogo Ituano 5x2 Batatais.
Após obras de ampliação e modernização que duraram oito meses no ano de 2010, a capacidade do estádio, inaugurado em 1947, foi ampliada de 15 mil para 19 mil lugares com cadeiras.
As arquibancadas centrais receberam 12 novos degraus. As cadeiras cobertas também foram ampliadas para as laterais. Os túneis de acesso ao gramado utilizado pelos times e árbitros foram aterrados. Os atletas e a arbitragem entrarão pelo meio do campo, no nível do gramado. Os vestiários foram ampliados, inclusive o dos visitantes.
Foram construídas duas salas de imprensa, uma em cada vestiário. O setor dos cinegrafistas foi ampliado para receber com melhores condições de trabalho. A tribuna de imprensa dobrou a capacidade com o fim das cabines exclusivas.
A iluminação foi quase que triplicada. São quatro novas torres com 42 refletores cada, proporcionando uma iluminação de 1.300 lux.